# آلپنیس
آلپنیس (به اسپانیایی: Alpeñés) یک شهرستان در اسپانیا است که در استان تروئل واقع شده‌است.

## خصوصیات
آلپنیس ۲۸ کیلومترمربع مساحت و ۲۷ نفر جمعیت دارد.